# Аквитания (герцогство)
Герцогство Аквитания (фр. Duché d'Aquitaine) — феодальное государство, существовавшее на юго-западе Франции в конце IX — первой половине XV века.

## География
Герцогство в разные исторические периоды включало в себя исторические области Аквитания, Пуату, Овернь, Лангедок и Гасконь. Столицей герцогства стал город Бордо.

## История

### Предыстория герцогства
Территории, составившие позже королевство Аквитания, до 507 года входили в королевство вестготов. В 507 году они были завоеваны Хлодвигом I и включены им в состав королевства Франков. В 555 году король Хлотарь I выделил отдельное королевство (так называемое «Первое Аквитанское королевство») для своего сына Храмна (ум. 560), которое просуществовало недолго. После смерти Хлотаря в 561 году территория Аквитании была разделена между его сыновьями. Большая часть Аквитании досталась Хариберту I, Сигиберт I получил Овернь. После смерти в 567 году Хариберта его владения, в том числе и Аквитания, были разделены между его тремя братьями. Около 583 года король Хильперик I назначил своего полководца Дезидерия герцогом Аквитании.
В VII веке Аквитания несколько лет была королевством под управлением брата короля Дагоберта I, Хариберта II (608—632), но после его смерти королевство вновь перестало существовать. Однако Дагоберт был вынужден утвердить герцогом Бодегизеля, избранного аквитанцами.
В конце VII века герцоги Аквитании, воспользовавшись смутами во франкском королевстве, смогли обрести фактическую независимость. Герцог Эд принял титул «принцепс Аквитании» (лат. Aquitaniae princeps) и, по мнению некоторых исследователей, носил королевский титул. Но во второй половине VIII века Каролингам, ставшим королями, удалось вновь подчинить Аквитанию.
Для того, чтобы защитить границы королевства после поражения от басков в Ронсевале (778 год), король Карл Великий возродил Аквитанское королевство. Его королём он назначил своего новорождённого сына Людовика. Королевство просуществовало до конца IX века. Во второй половине IX века короли Аквитании стали вассалами короля Франции, возродивших пост герцога Аквитании.
После свержения императора Карла III Толстого в ноябре 887 года фактическим правителем Аквитании был граф Пуатье Рамнульф II. Он присвоил себе титул герцога Аквитании, а в 888 году не признал избрание королём Франции Эда Парижского. Он поддержал кандидатуру Гвидо Сполетского, а позже провозгласил себя королём Аквитании, но этот титул за его потомками не закрепился. Позднейшие правители Аквитании носили титул герцога.

### Борьба за титул герцога в X веке
После смерти Рамнульфа II в 890 году графство Пуатье и титул герцога Аквитании получил его незаконный сын Эбль Манцер. Но вскоре он был вынужден бежать из Пуатье от Адемара, предъявившего права на графство вследствие незаконнорожденности Эбля и поддержанного королём Эдом. Адемар захватил Пуатье, а Эбль нашёл пристанище у своего родственника Гильома I Благочестивого, графа Оверни, который воспользовался этим, чтобы присвоить себе титул герцога Аквитании.
В 927 году умер наследник Гильома I Аквитанского, Гильом II Молодой, а затем умер и его брат Акфред, назначивший своим наследником Эбля, вернувшего в 902 году с помощью Гильома I графство Пуатье. Таким образом Эбль присоединил к своим владениям графства Овернь, Бурж, а также получил титул герцога Аквитании.
В 929 году король Франции Рауль, желая ослабить власть Эбля, забрал у него графство Бурж. А в 932 году передал Овернь и титул герцога Аквитании графу Тулузы Раймунду III Понсу. Кроме того, король Рауль вывел территорию Марша из подчинения сеньоров Шарру, вассалов Эбля, образовав на ней независимое графство Марш. С этого момента начался спор за титул герцога между Рамнульфидами (графами Пуатье) и представителями Тулузского дома. До 940 года за титул герцога Аквитании боролся Гильом I Патлатый, граф Пуатье, сын умершего в 932 году Эбля, и маркиз Готии Раймунд Понс, а в 940—961 Гильом Патлатый и сын Раймунда Понса Раймунд II, граф Руэрга.
В 955 году в спор за Аквитанию вмешались Робертины: король Франции Лотарь признал титул герцога Аквитании за герцогом Франции Гуго Великим. В мае 955 года Гуго выступил против Гильома Патлатого, стремясь завоевать Аквитанию. Ему удалось разбить армию Гильома, но его собственная армия понесла при этом серьёзные потери. В результате чего Гуго был вынужден отступить. Таким образом попытка завоевания Аквитании провалилась.
После смерти Гуго Великого титул герцога был признан за его сыном, Гуго Капетом, но тот никогда не пытался завоевать Аквитанию. В 959 году король Лотарь признал Гильома графом герцогства Аквитания, а в 962 году — герцогом Аквитании.
Сыну Гильома Патлатого, Гильому Железнорукому (935/937 — 995) удалось заключить мир с Гуго Капетом, выдав за него замуж свою сестру Адель. В результате титул герцога Аквитании окончательно закрепился в роду.

### Аквитания в XI — первой половине XII века
Потомки Гильома Железнорукого расширили территорию герцогства. В 1032 году сын герцога Гильома V Великого унаследовал герцогство Гасконь. Окончательно к Аквитании Гасконь была присоединена в 1058 году.
После смерти в 1137 году герцога Гильома X Аквитанию и Пуатье унаследовала его старшая дочь, знаменитая Алиенора Аквитанская, принесшая свои владения в приданое своему мужу, королю Франции Людовику VII.

### Алиенора Аквитанская
Герцогство, доставшееся в наследство Алиеноре, значительно превышало домен короля Франции. Непосредственно Алиенора владела Аквитанией, Гасконью и графством Пуатье. Кроме того, в вассальном подчинении находились графства Перигор, Марш, Овернь, а также виконтство Лимож.
В составе Франции герцогство пробыло недолго. Уже в 1152 году Людовик развёлся с Алиенорой, формальной причиной развода было объявлено то, что они находились в дальнем родстве. А вскоре после расторжения брака с Людовиком Алиенора в 1152 году вышла замуж за графа Генриха Анжуйского, который в 1154 году стал королём Англии — Генрихом II Плантагенетом. Обширные аквитанские земли, раза в четыре превышавшие владения Капетингов, стали английскими. По мнению ряда учёных, именно в истории супружества Алиеноры Аквитанской следует искать истоки войны, получившей в XIX в. название Столетней. От первого брака у Алиеноры Аквитанской было две дочери, от второго — четыре сына, среди которых — король-трубадур Ричард Львиное Сердце, который с 1172 года управлял герцогством. Поддерживая притязания старших сыновей, Алиенора вместе с ними подняла мятеж в Пуату против Генриха II. Междоусобица длилась около двух лет. Верх взял Генрих, Алиенора попала в плен и провела последующие 16 лет в заточении. В 1189 году Ричард вернул матери свободу. Алиенора уехала во Францию и провела последние годы жизни в бенедиктинском аббатстве Фонтевро, где и скончалась в возрасте 82 лет.
Экономика
Аквитания имела плодородные почвы, что позволило развивать виноделие. Торговля вином шла через гасконские порты на атлантическом побережье. Важной частью доходов герцогства были паломники, проходившие через Аквитанию на пути в Сантьяго-де-Компостела. Здесь поломники делали запасы перед трудным переходом через Пиренеи.

### Аквитания в составе Английского королевства
После смерти Ричарда Львиное Сердце королём Англии и герцогом Аквитании стал его младший брат Иоанн Безземельный, который в 1202—1204 годах потерял значительную часть английских владений на континенте, захваченных королём Франции Филиппом II Августом: (Нормандию, Мэн, Анжу, часть Пуату, а в 1206 году и Турень. На территории Франции Иоанн сохранил только герцогство Аквитания, которое уменьшилось в размерах. Начиная с этого времени название Аквитания постепенно вытесняется наименованием Гиень (фр. Guyenne). Впервые оно появилось в Парижском договоре, заключенном 12 апреля 1229 года между королём Франции Людовиком IX Святым и Раймундом VII Тулузским, который уступил большую часть Лангедока Франции.
Другим Парижским договором (1259), завершившим столетний период противостояния между Капетингами и Плантагенетами, подтверждалось владение Гиенью английским королём на правах французского вассала на этой территории.
В 1337 году король Франции Филипп VI потребовал от Эдуарда III, короля Англии и герцога Аквитанского, возвращения феодального владения герцогства Аквитанского (Гиеньского). Эдуард в ответ потребовал для себя корону Франции по праву своего происхождения — по материнской линии он был внуком короля Франции Филипп IV Красивого. Этот конфликт породил начало Столетней войны, во время которой Плантагенеты и Валуа добивались своего господства над Аквитанией.
В 1360 году Англия и Франция подписали Договор в Бретиньи, по которому Эдуард отказывался от прав на корону Франции, но оставался герцогом Аквитании. Однако в 1369 году договор был нарушен, и война продолжилась.
В 1362 году король Эдуард III сделал герцогом Аквитании своего старшего сына, Эдуарда, принца Уэльского. В 1390 году король Ричард II назначил герцогом Аквитании своего дядю Джона Гонта, который передал этот титул своим потомкам.
Став королём Англии, сын Джона Гонта, Генрих IV, продолжал править и Аквитанией. Его сын, Генрих V, преуспел в получении французской короны для своих потомков, заключив Договор в Труа (1420 год). Сын Генриха, Генрих VI, был объявлен королём Англии и Франции в 1422 году, но постепенно утратил контроль над владениями во Франции. Короли Франции из династии Валуа, претендуя на господство над Аквитанией, предоставляли титул герцогов Аквитанских своим старшим сыновьям, дофинам. А в 1453 году герцогство было окончательно присоединено к Франции. С этого времени титул герцога Аквитании иногда получали сыновья французского короля.

## Культура
Уже к XI веку в герцогстве Аквитания складывается особый тип культуры, отличавшийся от французской культуры. Данный тип представлял собой особую модель общества, более открытую к внешним интеллектуальным влияниям и имевшую склонность в определенной мере к религиозной толерантности. Это проявлялось в том, что аквитанцы относились к мусульманам более гуманно, чем другие участники взятия Иерусалима в 1099 году. Помимо этого, это проявлялось в хорошем отношении к евреям. В XII веке в Аквитании, в отличие от других европейских государств, евреи становятся практически полноправными членами социума, их общины включают в систему общественных отношений.
С X века в Аквитании получает распространение особый тип укреплений — бургада. Причиной этого стали набеги норманнов, от которых герцогство стремилось защититься с помощью данных укреплений.
Аквитанские аристократы не отличались особым богатством, что осложняло их отношения с церковью. Мелкие сеньоры пытались обратить в свою пользу те налоги (десятину), которые их крестьяне должны были выплачивать Церкви. Это создавало условия, в которых аквитанская аристократия (а вслед за ней и низшие сословия, местный католический клир) склонялась к поддержке еретических движений. За прегрешения аквитанских сеньоров (вошедшие в историю, как «грех толерантности») в 1209 году Папа Римский Иннокентий III организовал крестовый поход в земли Аквитании, земли виконтов Тренкавель и графа Тулузского были аннексированы французской короной. В 1215 году на территории Аквитании начала действовать инквизиция. Это сильно ослабило позиции сторонников еретических движений на этих землях.
Еще со времен королевства Аквитания аквитанские женщины имели больше прав, чем женщины во многих других странах. В эпоху герцогства эти традиции получили продолжение. Аквитанские женщины не могли рассчитывать на то, чтобы получить равные права с мужчинами в тот исторический период, но женщина в Аквитании уже и не рассматривалась как существо низшего порядка, априори греховное и зависимое. Аквитанская женщина имела право принимать участие в культурной и духовной жизни общества. Например, дамы знатного происхождения читали книги и писали стихи.